# Афродизии

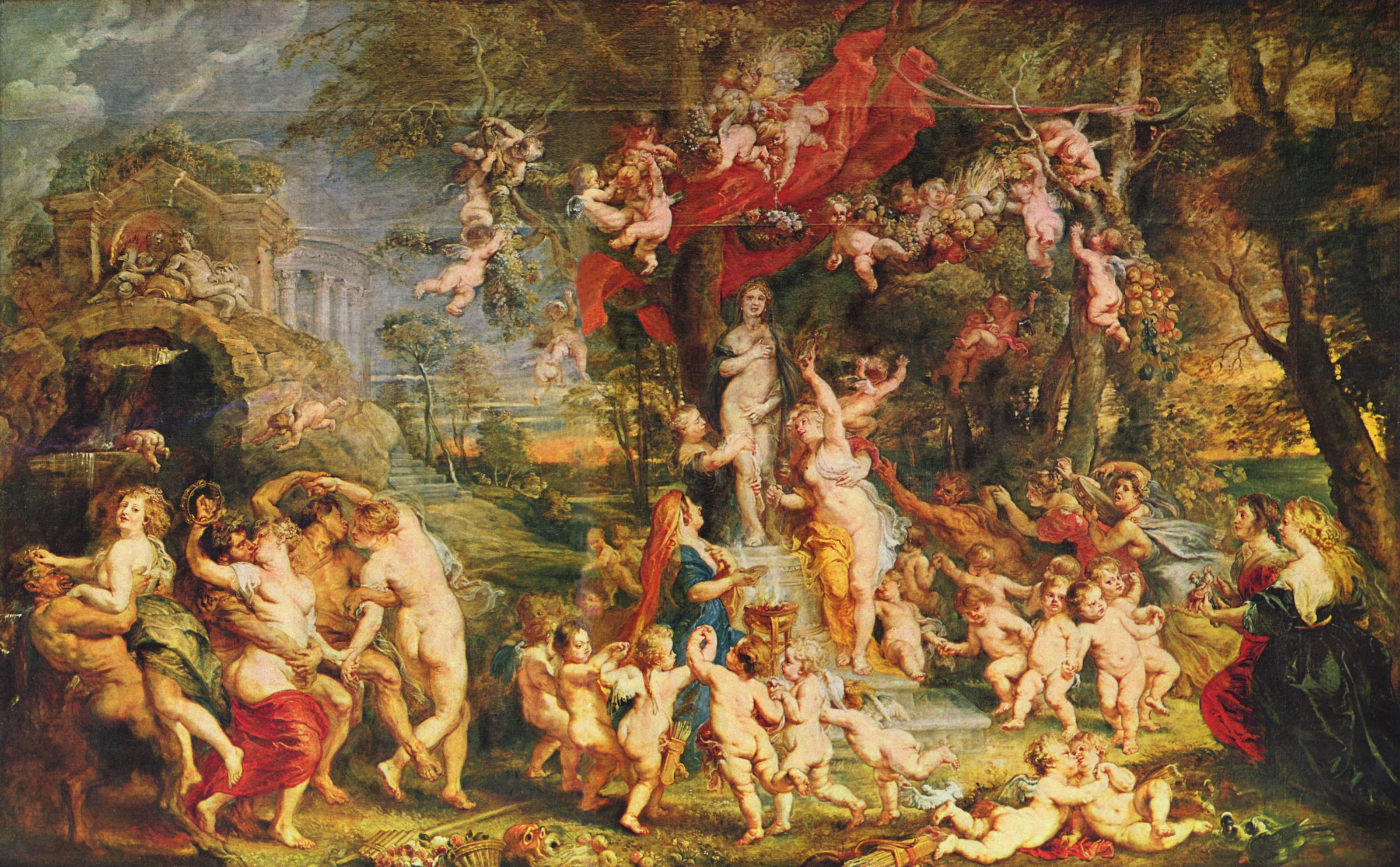
Празднество Венеры Рубенса.

Фестиваль Афродизии (др.-греч. 'Αφροδίσια) был ежегодным фестивалем, проводимым в Древней Греции в честь богини любви и красоты Афродиты (др.-греч. Ἀφροδίτη Πάνδημος). Это происходило в нескольких древнегреческих городах, но было особенно важным мероприятием в Аттике и на острове Кипр, где в честь Афродиты отмечалось великолепное празднество. Фестиваль проводился в течение месяца Гекатомбеон, который современные учёные определяют, начиная с третьей недели июля до третьей недели августа по григорианскому календарю.
Афродите поклонялись в большинстве городов Кипра, а также в Китире, Спарте, Фивах, Делосе и Элиде, а её самый древний храм находился в Пафосе. В текстовых источниках прямо упоминаются фестивали Афродисии в Коринфе и Афинах, где многие проститутки, проживавшие в городе, отмечали этот праздник как средство поклонения своей богине-покровительнице.
Хотя в текстовых источниках нет упоминания о празднике Афродизии в Китире, Фивах или Элиде, вероятно, празднество совершалось, поскольку текстовые и иконографические источники указывают на существование культа Афродиты Пандемос на этих территориях. Фестиваль Афродизии был одной из самых важных церемоний в Делосе, хотя мы не очень много знаем о деталях празднования. Надписи просто указывают, что фестиваль требовал покупки канатов, факелов и дерева, которые были обычными расходами всех делийских фестивалей.

## Ритуалы фестиваля
То, что мы знаем о ритуалах фестиваля Афродизии, согласуется с представлением Афродиты в иконографии и тексте. Например, первый ритуал фестиваля должен был очистить храм кровью голубя, которого мы знаем как священную птицу Афродиты. После этого верующие несли священные изображения богини, а также Пейто в процессии, которая должна была быть омыта. На Кипре участникам, посвящённым в Мистерии Афродиты, предлагалась соль, представляющая связь Афродиты с морем и хлеб, испечённый в форме фаллоса. Связь Афродиты с морем хорошо документирована и берёт своё начало в Теогонии Гесиода, где он называет её «пенорождённой богиней». Во время фестиваля не разрешалось совершать кровавые жертвоприношения, поскольку алтарь не мог быть загрязнён кровью жертвоприношений, которые обычно были белыми козлами. Это, конечно, исключает кровь священного голубя, сделанную в начале ритуала для очищения алтаря. В дополнение к живым козам, верующие предлагали огонь, цветы и ладан. Белый козёл также является постоянным символом поклонения Афродите Пандемос. Она часто изображалась в иконографии верхом на козле, который, как известно, был плотским символом. Павсаний, афинский персонаж из Симпосия Платона остроумно заметил: «Значение черепахи и козла, которого я оставляю тем, кто хочет догадаться», хитро подразумевая чувственную природу представления Афродиты.

## Афродита Пандемос
В IV веке философы Аттики провели различие между Афродитой Уранией, небесной Афродитой, которая представляла высшую или трансцендентную духовную любовь, и Афродитой Пандемос, богиней, представляющей земную, недуховную любовь. Афродита Пандемос переводится как «общая для всех людей», и её сфера влияния простирается от чувственных удовольствий до гражданской и межличностной гармонии. Она также косвенно объединяет население в единый социальный или политический организм с понятием общности среди всех людей. Её культ в Афинах приписывается Тесею, который считался основателем святыни Афродиты и Пейто в Агоре, которую он основал, чтобы поблагодарить богинь за их помощь в объединении разрозненных племён Аттики в одно политическое и социальное тело афинян, в то, что было известно как синойкизм (synoikismos — «заселять вместе»). Пейто, богине убеждения, также поклонялись во время аттических афродизий. Подготовка к фестивалю могла включать жертвоприношение голубей, чтобы очистить храм и алтарь, омовение статуй, покраска крыши храма и приобретение фиолетовых тканей. Некоторые учёные полагают, что фестиваль проводился в четвёртый день гекатомбеона (середина июля — середина августа), близко к началу нового года в Аттике.